# Kishoreganj (Distrikt)

Lage von Kishoreganj in Bangladesch

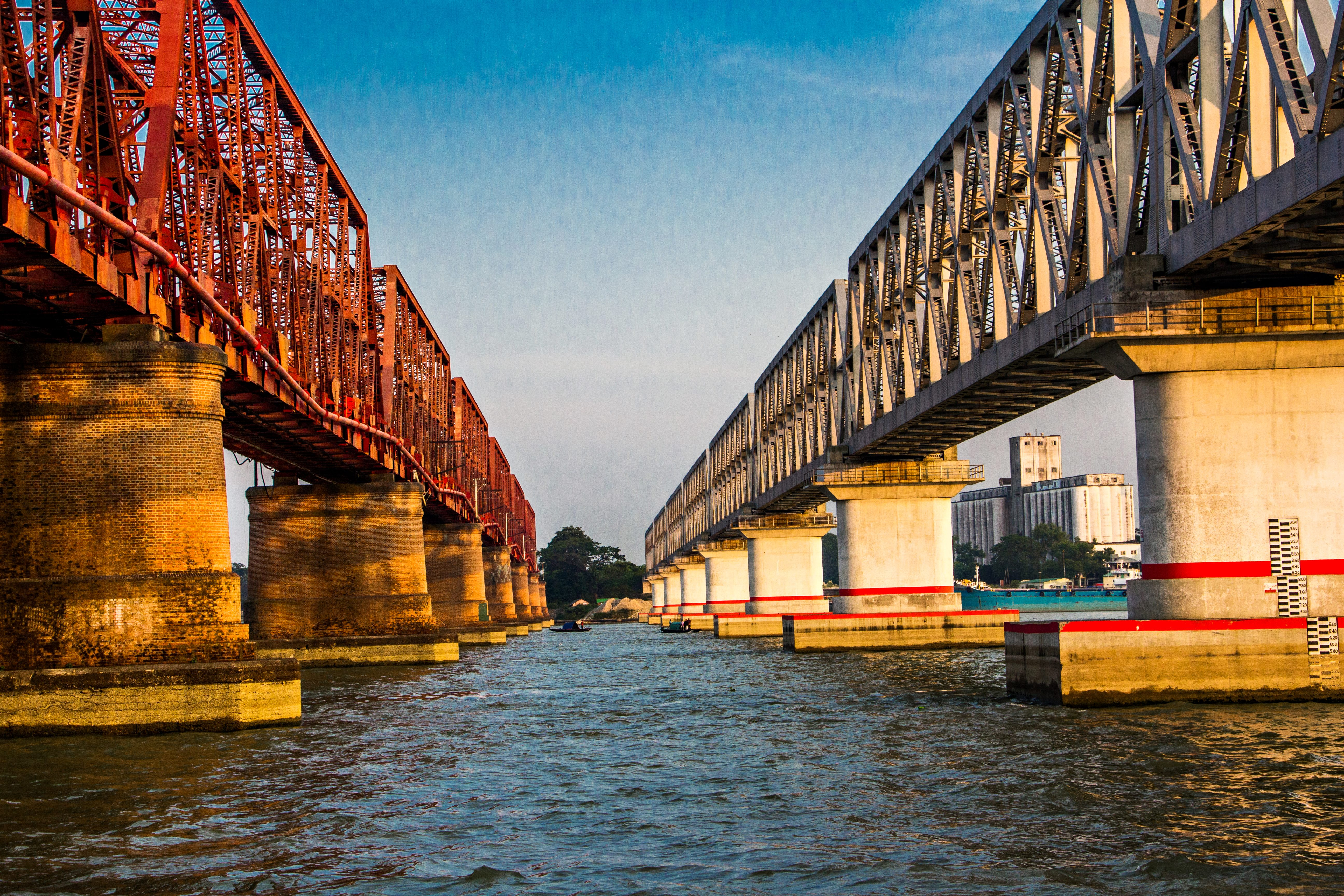
Die Sayed Nazrul Islam Brücke in Bhairab

Kishoreganj (bengalisch: কিশোরগঞ্জ) ist ein Distrikt in der Division Dhaka in Bangladesch. Früher war es ein Mohkuma (মহকুমা) im Distrikt Maimansingh. Die Hauptstadt des Distrikts bildet die gleichnamige Stadt Kishoreganj. Die Gesamtfläche des Distrikts beträgt 2731 km². Der Distrikt setzt sich aus 13 Upazilas zusammen. 
Der Distrikt Kishoreganj grenzt im Norden an Netrakona, im Osten an Habiganj und Brahmanbaria, im Süden an Narsingdi und im Westen an Maimansingh, Gazipur und Narsingdi. Der Distrikt hatte 2.911.907 Einwohner bei der Volkszählung 2011. Die Alphabetisierungsrate liegt bei 40,3 % der Bevölkerung. 94,5 % der Bevölkerung sind Muslime und 5,4 % sind Hindus.
Das Klima ist tropisch und das ganze Jahr über warm. Die jährliche Durchschnittstemperatur des Bezirks variiert von maximal 33,3 Grad Celsius bis minimal 12 Grad. Die jährliche Niederschlagsmenge beträgt 2174 mm (2011) und die Luftfeuchtigkeit ist ganzjährig hoch.
Die Wirtschaft des Distrikts ist von der Landwirtschaft geprägt. Laut der Volkszählung von 2011 arbeiten 59,6 % der Arbeitskräfte in der Landwirtschaft, 30,9 % im Dienstleistungssektor (meist in informellen Verhältnissen) und 9,3 % in der Industrie.